# Jim Flanigan, Sr.
(en) Statistiques sur pro-football-reference
James Michael Flanigan, né le 15 avril 1945 à Pittsburgh, est un joueur américain de football américain.

## Biographie

### Enfance
Flanigan étudie à la North High School de West Mifflin en Pennsylvanie.

### Carrière

#### Université
Étudiant à l'université de Pittsburgh, Flanigan reçoit le titre de MVP des Panthers lors de la saison 1966 et est nommé capitaine lors du Senior Bowl. Il fait partie des joueurs de l'équipe All-Star universitaire s'inclinant sur le score de 27-0 contre les Packers de Green Bay lors du College All-Star Game. Pendant son cursus, le linebacker croise notamment Mike Ditka et Marty Schottenheimer, jouant pendant deux saisons avec ce dernier.

#### Professionnel
Jim Flanigan est sélectionné au deuxième tour de la draft 1967 de la NFL par Green Bay, au cinquante-et-unième choix alors qu'il s'attendait à être enrôlé par les Cowboys de Dallas ou les Browns de Cleveland. Pendant quatre saisons, il est placé dans un rôle de linebacker remplaçant derrière Ray Nitschke, Dave Robinson et Lee Roy Caffey, devant répondre présent en cas de blessure de l'un de ces joueurs. Membre régulier de l'équipe spéciale, Flanigan remporte le Super Bowl II pour son année de rookie.
En 1970, ses genoux sont abîmés et il subit la concurrence de Jim Carter au poste de linebacker. Jim Flanigan décide de quitter l'équipe avant sa reprise en main par Dan Devine et s'engage avec les Saints de La Nouvelle-Orléans. L'ancien de Pittsburgh fait sa seule et unique saison comme titulaire avant d'être échangé aux Patriots de la Nouvelle-Angleterre, en 1972, contre un choix de sixième tour pour la draft 1973, utilisé sur Marty Shuford. Néanmoins, il ne dispute aucun match avec cette franchise, étant libéré le 5 septembre 1972.
Flanigan a un fils, Jim Flanigan, Jr., ayant évolué en NFL pendant dix saisons, jouant notamment chez les Bears de Chicago et même du côté des Packers de Green Bay.